# Bestia (film 1999)
Bestia (oryg. Jaanwar) – bollywoodzki film akcji z elementami melodramatu wyreżyserowany w 1999 roku przez Suneela Darshana, autora Więzy miłości i Deszcz. W rolach głównych Akshay Kumar, Karisma Kapoor i Shilpa Shetty. Tematem filmu jest przemiana. Niewinny osierocony chłopiec zostaje wychowany na narzędzie zbrodni, przestępcę zwanego Badshahem. Opieka nad dzieckiem przemienia przestępcę w uczciwego kowala Bapu. W centrum filmu znajduje się relacja ojca z synem i próba ucieczki od ciemnej przeszłości udaremniana przez ścigającego policjanta i gangsterów.

## Fabuła
Susza w kraju. Ludzie umierają z głodu. Wśród nich jest matka 10-letniego Bapu. Chłopiec daremnie żebrze o żywność dla niej. Z determinacją walczy z rozjuszonymi psami o placek, który mógłby uratować matce życie. Jednak matka umiera. Świadek tej walki, Sultan (Shakti Kapoor) przejmuje opiekę nad chłopcem. Zdeterminowanie Bapu wzbudziły w nim nadzieję na to, że wychowane na przestępcę dziecko w przyszłości może stać się dla niego źródłem zysku. Mijają lata. Imię Bapu zastąpiono przydomkiem Badshah. Zarówno policja, jak i bandyci czują respekt wobec zuchwałego bandyty (Akshay Kumar). Miłość do ulicznej tancerki (Karisma Kapoor) nie zmienia jego losu bandyty. Umówiwszy się z nią na ślub, nie dojeżdża do świątyni. Wdaje się w bójkę z człowiekiem, który go kiedyś wydał policji. Zabija go. Zdruzgotanemu, zrozpaczonemu Bóg podsyła zagubione po katastrofie pociągu dziecko. Badshah buntuje się, pełen żalu wyrzuca Bogu w modlitwie, że ten obciąża odpowiedzialnością za dziecko człowieka bez przyszłości, mordercę. Sam jednak nie potrafi porzucić chłopca bojąc się, że jako sierotę czeka go podobny do niego los bandyty. Stawszy się ojcem, odrzuca od siebie imię i los Badshaha. Odradza się dawny Babu, teraz kowal ciężko pracujący na utrzymanie ukochanego chłopca.
Ale tylko on nie chce nic wiedzieć o Badshahu. Inni szukają go rozpaczliwie. Żądna zemsty, ośmieszona w swych nadziejach na małżeństwo Sapna, ścigający go policjant i Sultan nie rezygnujący z zysków, jakie przynosiły mu grabieże Badshaha.

## Motywy kina indyjskiego
- Motyw więzi syna z matką * Motyw ścigania przez psy (Więzy miłości) * Motyw śmierci matki * Motyw bandyty * Motyw pogoni policyjnej * Motyw wypadku samochodowego * Motyw ocalenia wrogowi życia * Motyw występu ulicznego  * Motyw dziewczyny opiekującej się rannym (Paap) * Motyw wiary w Boga i modlitwy* Motyw próby gwałtu* Motyw karmienia jako znaku miłości * Motyw wesela hinduskiego * Motyw panny młodej, która nie doczekała się na ślubie pana młodego (Ahista Ahista) * Motyw deszczu * Motyw posterunku policyjnego i więzienia * Motyw katastrofy kolejowej (Salaam-e-Ishq: A Tribute To Love i Anbe Sivam) * Motyw relacji ojca z synkiem (Akele Hum Akele Tum) * Motyw tęsknoty za utraconym dzieckiem (Misja w Kaszmirze) * Motyw matki dołączającej się do śpiewającego publicznie dziecka (Czasem słońce, czasem deszcz) * Motyw Mumbaju * Motyw akceptacji nowej lepszej tożsamości ex-przestępcy przez policjanta (Athadu) * Motyw poświęcenia się dla kogoś (ryzykowanie życia w kaskaderstwie) – Happy *  Motyw sądu * Motyw sporu w sądzie o dziecko (Akele Hum Akele Tum)*  Motyw przemocy wobec dziecka

## Obsada
- Akshay Kumar – Badshah/Bapu Lohar
- Karisma Kapoor – Sapna
- Shilpa Shetty – Mamta
- Mohnish Behl – Aditya Oberoi
- Ashutosh Rana – Abdul
- Ashish Vidyarthi – inspektor Pradhan
- Johnny Lever – Bajrangi
- Aditya Kapadia – Raju
- Shakti Kapoor – Sultan
- Kader Khan – gościnnie

## Muzyka i piosenki
Muzykę do filmu skomponował braterski duet Anand-Milind, autorzy muzyki do takich filmów jak Qayamat Se Qayamat Tak (Nagroda Filmfare za Najlepszą Muzykę), Dil, Beta, Hero No. 1, Baaghi, Inteqam: The Perfect Game   i Anjaam.
- Mausam Ki Tarah
- Mera Yaar Dildaar
- Tujko Na Dekhun
- Jaanewale O Jaanewale
- Kasam Se
- Mere Sapno Ke Rajkumar
- Paas Bulati Hai
- Rishtan Dilon Ka
- Angoori Angoori